# 신기록
신기록은 대한민국의 배우이다.

## 영화
- (범죄도시) (2017년) - 흑룡파 조직원들 역
- (기억의 밤) (2017년) - 파출소 의경 역
- (악인전) (2019년) - 고시원 총무 역